# Mladinski turizem
Mladinski turizem (tudi juniorski turizem) je ena izmed vrst turizma, v kateri je glavna ciljna populacija mladina, ki predstavlja 30% vseh potovanj na svetu. Včasih so v to skupino spadali 18-24 letniki, zdaj pa se je ta številka povečala in med mlade popotnike uvrščamo 15-30 letnike. Je vrsta turistične panoge, ki se vsako leto bolj razvija in narašča, saj ima vedno več mladih željo po potovanju in odkrivanju novih kultur.(Mladinski turizem v Sloveniji, 2017)

## Naraščanje potovanj mladih
Dobro znano je, da se čas izobraževanja daljša, tako imajo mladi ogromno časa, ki ga lahko porabijo za potovanja v druge dežele. So tudi samostojni in odgovorni samo zase ter nihče jih ne omejuje. 
WYSE Travel Confediration pravi, da je glavni razlog da je tako visok delež mladih popotnikov ta, ker mladi potujejo kljub slabim razmeram, saj jih naravne katastrofe, bolezni, terorizem, politični problemi ne zadržujejo.(WYSE Travel Confederation, 2014) 
Na številna potovanja mladih vpliva tudi tehnologija. Zdaj se več mladih odloči za potovanja v druge države ravno zato, ker vedo, da lahko kadarkoli pridejo v stik s svojimi ljubljenimi. Tako je tudi občutek osamljenosti manjši, ker si s pomočjo pametnih telefon vedno povezan z ljudmi iz domačega okolja. Tudi na potovanjih se lažje spozna nove ljudi, saj tehnologija olajša cel proces. 

## Namen/razlog potovanja
Kot prvo, 50% mladih se odloči za potovanje zaradi sprostitve in zabave. To so lahko potovanja v obmorske dežele, v večja mesta, vedno več obiskani pa postajajo glasbeni festivali (Sziget, Ultra, EXIT, Tomorrowland,...). (WYSE Travel Confederation, 2017)
Veliko mladih potuje zaradi izobrazbe. Na številnih univerzah v Sloveniji obstaja možnost študentskih izmenjav, kot je Erasmus, ki tudi pomaga s financami.Te izmenjave so med študenti zelo priljubljene, saj lahko spoznajo mnogo ljudi iz drugih držav, izboljšajo svojo komunikacijo ter zvišajo svojo samozavest in postanejo samostojnejši. 
Zaposlitev je tudi velik razlog za potovanje mladih. Delo v tujini da človeku veliko izkušenj in je pomemben dodatek k življenjepisu in s tem tudi privlačen za bodočega delodajalca. 
Zelo priljubljen je  program Au pair, kjer si lahko mladi izberejo družino iz tujine, ki potrebuje nekoga, ki bo za določen čas varoval in skrbel za njihovega otroka in bil del njihove družine. Vse podatke se dobi na strani https://www.aupairworld.com/en/find-family. 
Obstaja tudi veliko programov na katere se lahko prijavi mladina, ki želi pomagati otrokom v stiski. Na primer prostovoljstvo v Sri Lanki, na Baliju, v Ghani, v Indiji in Vietnamu. (VolunteerForever, 2020). 
Potovanje v drugo državo je tudi odlična priložnost za učenje tujega jezika, ki je v današnjem času visoko cenjena veščina.

## Stroški potovanja
Danes obstaja veliko organizacij, ki pomagajo mladim s financami in jim tako omogočijo potovanja v tujino brez, da bi zapravili ogromno denarja. 
Priznana organizacija Hostelling International – HI (www.hihostels.com) ponuja mladim nastanitve v cenejših a hkrati kvalitetnih hostlih. Je mednarodna organizacija, ki omogoča mladim popotnikom enkratna doživetja v tujini. (Mladinski turizem v Sloveniji, 2017)
Podobna organizacija kot je Hostelling International pa obstaja tudi v Sloveniji in sicer, Popotniško združenje Slovenije – PZS, ki podpira mlade pri potovanju in si želi to panogo še bolj razviti. 
WYSE Travel Confideration raziskava pa je pokazala, da mladim na svojih potovanjih, finančno pomagajo tudi starši. (WYSE Travel Confederation, 2017)  

## Vpliv na gospodarstvo
Raziskava je potrdila, da so leta 2017 mladi popotniki na svojem potovanju povprečno porabili 2867€, ostali turisti pa samo 1035€. To je zato, ker mladi v času enega leta potujejo večkrat in za daljše časovno obdobje. Hoteli so tudi izvedeti kaj jim je najpomembnejše na potovanju in ugotovili so, da se 55% od njih zdi najbolj pomemben stik s krajani. Ker si želijo pridobiti kar se da avtentično izkušnjo, imajo mladi zelo pozitiven vpliv na lokalna podjetja. (WYSE Travel Confederation, 2017)